# Kasper Povlsen
Kasper Povlsen (* 26. September 1989 in Randers) ist ein dänischer ehemaliger Fußballspieler.

## Karriere

### Verein
Kasper Povlsen spielte bis 2003 in der Jugendmannschaft von Dronningborg Boldklub, bis er 2003 in die Jugendabteilung von Aarhus GF wechselte, wo er bis 2008 in der Jugend spielte.
Am 21. Spieltag der Saison 2007/08 absolvierte bei 0:2-Niederlage gegen Odense BK sein erstes Ligaspiel, als er in der 81. Minute für Jens Gjesing eingewechselt wurde. In seiner ersten Saison kam er auf drei Einsätze. In der Folgesaison wurde Povlsen bereits in zwanzig Spielen eingesetzt und eroberte sich nach der Hinrunde einen Stammplatz bei Aarhus. In der Saison 2009/10 kam er ebenfalls zu vielen Einsätzen, wobei ihm allerdings kein Tor gelang. Aarhus GF stieg zum Saisonende in die Viasat Sport Division ab.
2015 wechselte er zu Hobro IK. Sein bis Sommer 2017 laufender Vertrag wurde nicht verlängert, so dass er zur Saison 2017/18 beim Zweitligisten Vendsyssel FF anheuerte.

### Nationalmannschaft
Povlsen durchlief von 2005 bis 2008 die U-16, U-17, U-18 und U-19-Nationalmannschaft Dänemarks. Insgesamt bestritt er 25 Länderspiele für diese Jugendnationalmannschaften. Am 5. Juni 2009 absolvierte er beim 3:2-Sieg gegen Island sein erstes U-21-Länderspiel.